# Hadena mimula
Hadena mimula är en fjärilsart som beskrevs av Augustus Radcliffe Grote 1883. Hadena mimula ingår i släktet Hadena och familjen nattflyn. Inga underarter finns listade i Catalogue of Life.